# Wieża rycerska w Rakowicach Wielkich
Wieża rycerska w Rakowicach Wielkich – mieszkalna wieża rycerska o charakterze obronnym w Rakowicach Wielkich w powiecie lwóweckim, wpisana do rejestru zabytków nieruchomych województwa dolnośląskiego. Jedna z dwóch zabytkowych wież mieszkalnych w Rakowicach Wielkich.

## Historia
Wieżę w pobliżu rzeki Bóbr wybudował po 1491 roku rycerz Georg Zedlitz, któremu przypadła w spadku duża część Rakowic Wielkich. Podobną budowlę wzniósł drugi ze spadkobierców – Zygmunt Zedlitz, który w podobnym okresie w sąsiedniej wsi Radłówka wzniósł dwór obronny z wieżą, obecnie zwany zamkiem w Radłówce. We wsi Rakowice Wielkie, położonej nad potokiem Rakówka, istniały co najmniej od późnego średniowiecza dwa folwarki – książęcy i miejski, a siedzibą ich zarządców były wieże mieszkalne. Starsza z nich należała do miasta Lwówka Śląskiego, stąd też inna nazwa wieży rycerskiej w Rakowicach Wielkich – wieża miejska.
Zabytek od całkowitej destrukcji w okresie powojennym ocalił fakt umiejscowienia w budynku magazynu, dzięki czemu zabezpieczono go powierzchownymi naprawami oraz niewielkimi remontami.

## Opis
Czworoboczna, trójkondygnacyjna budowla na planie prostokąta (9 m na 8,5 m), wzniesiona z łamanego piaskowca, wzmocnionego w narożach kamiennymi ciosami. Wejście do budynku prowadzi przez dwuskrzydłowe drzwi zamykane od wewnątrz przesuwanym ryglem. Położone tuż przy wejściu drewniane schody prowadzą na wyższe piętra. Pierwotne wejście do tej trzykondygnacyjnej budowli znajdowało się na samej górze wieży, na zachodniej elewacji budynku. Obecnie otwór po tym wejściu, choć widoczny, jest zamurowany, a nowe wejście zostało wyraźnie wybite w ścianie w czasach późniejszych. Na górnym piętrze, na ścianie wokół wieży, zamontowane są piaskowcowe wsporniki, które pierwotnie podtrzymywały drewniany ganek obronny mający otwory strzelnicze w podłodze i ścianach. Wchodzono nań przez dwuramienny portal położony na tym samym piętrze. Obronny charakter uzupełniało czternaście wąskich okien strzelniczych (15 na 60 cm) umiejscowionych na wszystkich kondygnacjach. Ganek, otwory strzelnicze i położony mur obwodowy miały bardziej znaczenie symboliczne i prestiżowe, aniżeli obronne. Folwark z wieżą był łatwym celem do zdobycia z powodu braku kamiennych sklepień, które wzmacniałyby konstrukcję. Poszczególne elementy folwarku inspirowane były ówczesną modą na stawianie gotyckich warowni. Charakterystyczne dla budowli są wąskie, szczelinowe otwory okienne, które częściowo są monolityczne. Wieża rycerska nosi jeszcze ślady dawnego wyposażenia. W XVIII wieku rozebrano czterospadowy drewniany dach i budynek nakryto dachem mansardowym. Z czasem, po licznych przebudowach, usunięto trzecie piętro wieży.
Wieża liczy trzy kondygnacje:
- parter pełnił funkcje gospodarczo–magazynowe,
- pierwsze piętro przeznaczono do spędzania czasu wolnego i spotkań,
- drugie piętro stanowiło izby mieszkalne rycerzy: sypialnia, komora i korytarz[5].